# كونستانزا بورتنوي
كونستانزا بورتنوي (بالإنجليزية: Constanza Portnoy)‏ (مواليد الثمانينيات) هي مصورة صحفية أرجنتينية فازت بعدد من الجوائز الدولية. تم اختيارها كمصورة لعام 2017 من قبل جوائز طوكيو الدولية للصور، كانت الحائزة على جائزة 2018 من الجمعية الدولية للمصورات النساء التي تتخذ من فرنسا مقراً لها، وفي أغسطس 2018 فازت ببكا أوكسفام جائزة FNPI للصحافة حول عدم المساواة بين الجنسين.

## نُبذة
ولدت بورتني في بوينس آيرس في الثمانينيات، ودرست علم النفس في جامعة بوينس آيرس، وتخرجت عندما كان عمرها 23 عامًا. وأثناء عملها مع الأطفال وكبار السن من ذوي الإعاقة، أصبحت على دراية بالمشكلات الناجمة عن افتقارهم إلى الروابط العائلية وفشل السياسات الصحية وقوانين الإعاقة. وجدت أنه من خلال التصوير الفوتوغرافي، كانت قادرة على التعبير عن محنتهم والقتال من أجل تحسينها. خبرتها في الفن متطورة ذاتيًا بدون تدريب رسمي. ثم انخرطت في التصوير الفوتوغرافي كأساس للبحث الوثائقي، حيث جمعت بين علم النفس والتصوير الفوتوغرافي.

## وصلات خارجية
- Constanza Portnoy's page on LensCulture
- Constanza Portnoy from IWPA with her Life Force photographs